# Чала (Ланчхутский муниципалитет)
Чала (груз. ჭალა) — село в Грузии, на территории Ланчхутского муниципалитета края (мхаре) Гурия.

## География
Село находится в западной части Грузии, на расстоянии приблизительно 2 километров (по прямой) к западу от города Ланчхути, административного центра муниципалитета. Абсолютная высота — 41 метр над уровнем моря.

## Население
По результатам официальной переписи населения 2014 года, в Чале проживало 288 человек (139 мужчин и 149 женщин). В национальной структуре населения грузины составляли 100 %.
| Год  | Население, человек |
| ---- | ------------------ |
| 2002 | 552                |
| 2014 | ↘ 288              |